# Igor Jelić
Igor Jelić (in serbo Игор Јелић?; Postumia, 28 dicembre 1989) è un ex calciatore serbo, di ruolo centrocampista.

## Carriera
In carriera ha giocato 6 partite nella fase a gironi della AFC Champions League.

## Palmarès

### Club

#### Competizioni nazionali
- Coppa dell'Uzbekistan: 1

Lokomotiv Tashkent: 2019